# Anne-Marie (zpěvačka)
Anne-Marie, vlastním jménem Anne-Marie Rose Nicholson (* 7. dubna 1991 East Tilbury, Essex, Anglie), je anglická zpěvačka a textařka.
Na hudební scéně působí od roku 2012 a od té doby nazpívala několik singlů, které se dobře umístily nejen na UK Singles Chart. Mezi nejznámější patří „Rockabye“ ve spolupráci se skupinou Clean Bandit a Seanem Paulem, „Ciao Adios“, „Friends“ nebo „2002“.

## Život
Anne-Marie Rose Nicholson se narodila 7. dubna 1991 v malé obci East Tilbury ve východní Anglii. Její otec je z východního Londýna a pracoval ve stavebnictví, matka Angličanka pracovala jako učitelka. Anne-Marie docházela na St Clere’s School a studovala na Palmer's College v Thurrocku v Essexu.
Anne-Marie se už od dětství zajímala o divadlo a chtěla být zpěvačkou. V pěti letech začala chodit do taneční školy a už jako šestiletá se objevila v divadelní inscenaci Bídníci v londýnském West End Theatre, ve dvanácti letech pak ve hře Whistle Down the Wind spolu Jessie Cornish, která je v současnosti známá jako zpěvačka Jessie J. Později už se ale divadlu více nevěnovala.
Od devíti let cvičí šótókan, jeden ze stylů karate. Její výkony jí přinesly mnoho ocenění a se stala i trojnásobnou mistryní světa. Později řekla, že karate ji naučilo disciplíně a soustředění, což je prakticky vše, co jako zpěvačka a textařka ke své kariéře potřebuje.
V dubnu 2018, nedlouho po vydání prvního debutové alba, přiznala, že je bisexuální.
Sama uvádí, že má hrozné problémy s nedůvěrou ve své schopnosti (impostor syndrom) a spolu s rozvojem její kariéry se jí zhoršily úzkostné stavy. Navštěvovala proto terapeutická sezení a její stav se podle ní samotné výrazně zlepšil v roce 2020. Několik svých písní věnovala podpoře dobrého pocitu z vlastního těla a přijetí sebe sama (viz „Perfect To Me“). V září 2021 vydala i vlastní knihu na pomezí životopisu a svépomocné literatury s názvem You Deserve Better: a practical guide to self-care and living your best life.
Mezi její koníčky patří skládání puzzlí, které používá i jako uklidňující rituál před koncerty, a pletení, kterému se věnuje už od svých nácti.

## Kariéra
Poprvé vystupovala pod jménem Anne-Marie spolu s londýnským elektronickým projektem Magnetic Man na turné AMP v roce 2012. Jednoho večera skončilo její vystoupení vlivem technické chyby bez zvuku, ale zpěvačka zpívala dál. Její výkon zaujal skupinu Rudimental a tak začali spolupracovat.

### 2013–2015: začátky kariéry
V roce 2013 vydalo vydavatelství Eltona Johna The Rocket Record Company její první píseň nazvanou „Summer Girl“, která ale vyšla pouze jako demo verze. Protože u sólové kariéry byl ale jen malý předpoklad úspěšnosti, začala nejdříve spolupracovat na singlech společně s jinými umělci jako Magnetic Man, Gorgon City a nakonec i s Rudimental, anglickou elektronickou hudební skupinou, která nastartovala její kariéru zpěvačky. Podílela se na čtyřech singlech z jejich alba We the Generation, jeden z nich s názvem „Rumour Mill“ se v UK Singles Chart umístil na 67. místě. V roce 2014 ji pak skupina požádala o spolupráci na turné a následně s nimi dva roky koncertovala.
10. června 2015 vydala své debutové EP Karate, které vyšlo pod tehdy novým vydavatelství Major Toms, založeným právě skupinou Rudimental. Se singly z tohoto EP „Karate“ a „Gemini“ poprvé sólově vystupovala naživo. V listopadu stejného roku pak vydala singl „Do It Right“, který měl být součástí jejího debutového alba, které v té době neslo pracovní název Breathing Fire.

### 2016–2018: první album

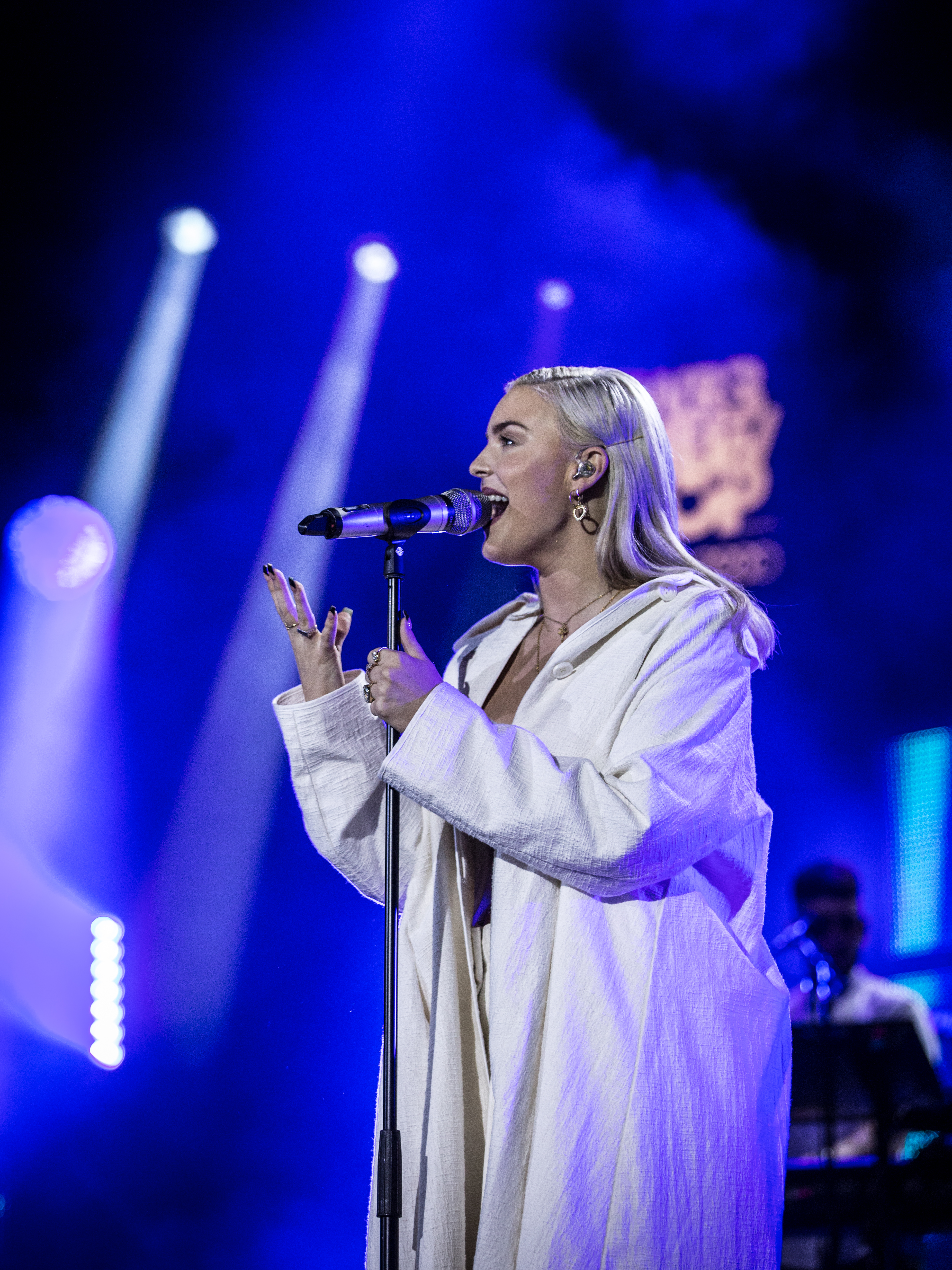
Anne-Marie na SWR3 New Pop Festival v roce 2017

20. května 2016 vydala Anne-Marie první singl z jejího nového rozpracovaného alba s názvem „Alarm“. Během června se singl v britské hitprádě nedostal dále než na 76. místo, pak se ale během července stal velmi populární a dosáhl až na 16. příčku.
V srpnu 2016 bylo potvrzeno, že Anne-Marie bude vystupovat na jednatřicátém ročníku hudebního festivalu Eurosonic Noorderslag v nizozemském Groningenu. Nedlouho poté vydala skupina Clean Bandit píseň „Rockabye“, na které spolupracovala s Anne-Marie a jamajským raperem Seanem Paulem. Na prvním místě britské singlové hitparády i hitparády Christmas No. 1 strávila za sebou devět týdnů a nejen v Evropě si získal velký ohlas.
10. března 2017 vyšel její nový sólový singl „Ciao Adios“. Získal velký ohlas v evropských žebříčcích i v britské singlové hitparádě se dostal až na její 9. místo. Následovaly singly „Either Way“, na kterém spolupracovala společně se Snakehips a Joey Badassem, „Heavy“, „Then" a v roce 2018 „Friends", na kterém spolupracovala s DJ Marshmello. „Friends“ dosáhl na 4. příčku britské hitparády, ještě dál na 3. příčku se dostal singl spoluautorovaný Edem Sheeranem s názvem „2002“. Ve spolupráci s francouzským DJ Davidem Guettou vydala i úspěšný singl „Don’t Leave Me Alone“. Během roku také předskakovala na koncertech britského zpěváka Eda Sheerana.
21. února oznámila, že vyjde její první debutové album Speak Your Mind, které nakonec vyšlo 27. dubna 2018. Album dosáhlo na třetí příčku britské hitparády alb a stalo se také nejprodávanějším debutem roku.

### 2020-současnost: pandemie a návrat na scénu
V únoru roku 2020 ohlásila návrat s novým singlem „Birthday“. Během roku ale začala pandemie coronaviru, a tak musela odložit své turné a své druhé album Therapy napsala doma scházející se s producenty online přes Zoom. V květnu 2021 vydala ve spolupráci s Niallem Horanem třetí singl z alba s názvem „Our Song“, který se dostal na 13. místo v britské hitparádě. Celé album pak vyšlo v červenci 2021. V roce 2022 se vydala na odkládané turné po Británii a Skotsku s názvem Dysfunctional arena tour.
V roce 2021 se stala porotcem v desáté sérii britské verze talentové soutěže The Voice vedle interpretů jako Will.I.Am, Tom Jones a Olly Murs. Umělec v jejím týmu soutěž vyhrál. V roce 2022 namluvila svou první filmovou postavu v animovaném filmu studia Pixar Proměna (v originálu Turning Red).
V únoru 2023 vydala nový singl „SAD B!TCH“ a oznámila, že pracuje na třetím albu.